# Франджелико

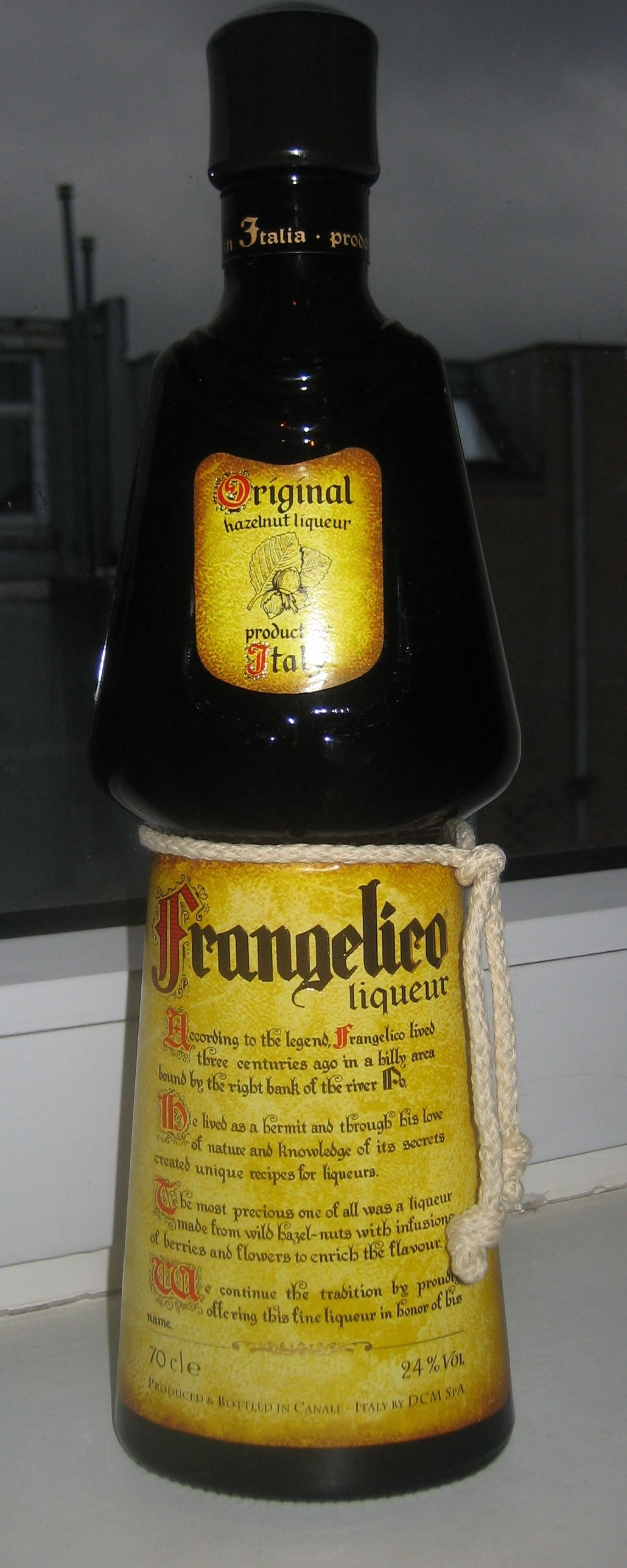
Бутылка ликёра франджелико

Франджелико (итал. Frangelico) — итальянский ликёр на основе лесного ореха.
Место происхождения этого напитка — коммуна Канале в Пьемонте. Сам ликёр производится с 1978 года и имеет крепость 20 % (хотя ранее выпускалась разновидность франджелико крепостью 24 %).
Само название ликёра основано на легенде о монахе-отшельнике по имени Фра Анджелико, который создал уникальные рецепты приготовления ликёров. Бутылка ликёра по форме напоминает монаха-францисканца, облачённого в хабит и препоясанного цингулумом.
Бренд ликёра был куплен в 2010 году Gruppo Campari.